# Otto Rouenhoff
Otto Rouenhoff (* 17. Juli 1928 in München; † 12. Mai 2011) war ein deutscher Zahnarzt.

## Werdegang
Während seines Studiums in München trat Rouenhoff am 20. Juni 1950 in die Studentenverbindung Corps Cisaria in München ein. Im Mai 1954 legte er an der Medizinischen Fakultät der Universität München seine Promotionsschrift vor.
Von 1978 bis 1992 war er Hauptgeschäftsführer der Kassenzahnärztlichen Vereinigung Bayerns und gleichzeitig Direktor der Bayerischen Landeszahnärztekammer. Er trieb den Bau des Münchener Zahnärztehauses voran. Auf ihn geht zudem die Übertragung der Helferinnenausbildung von der Landeszahnärztekammer auf die Zahnärztlichen Bezirksverbände im Jahr 1981 zurück. Rouenhoff war bei seinem Tod verwitwet.

## Ehrungen
- 1992: Verdienstkreuz 1. Klasse der Bundesrepublik Deutschland
- Ehrennadel der deutschen Zahnärzteschaft in Gold
- Verdienstmedaille der Bundeszahnärztekammer
- Ehrenzeichen der Österreichischen Dentistenkammer
- Verdienstmedaille der Bayerischen Landeszahnärztekammer in Gold

## Werke
- Die Histologie des Dentins, der Pulpa und des Zementes im Lichte neuerer Arbeiten des in- und ausländischen Schrifttums. München 1954 (Inaugural-Dissertation zur Erlangung der Doktorwürde in der Zahnheilkunde).
- Chronik der Bayerischen Landeszahnärztekammer. – München: BLZK, 1998, 207 S.